# Calculatrice scientifique
Ne doit pas être confondu avec Calculatrice programmable.

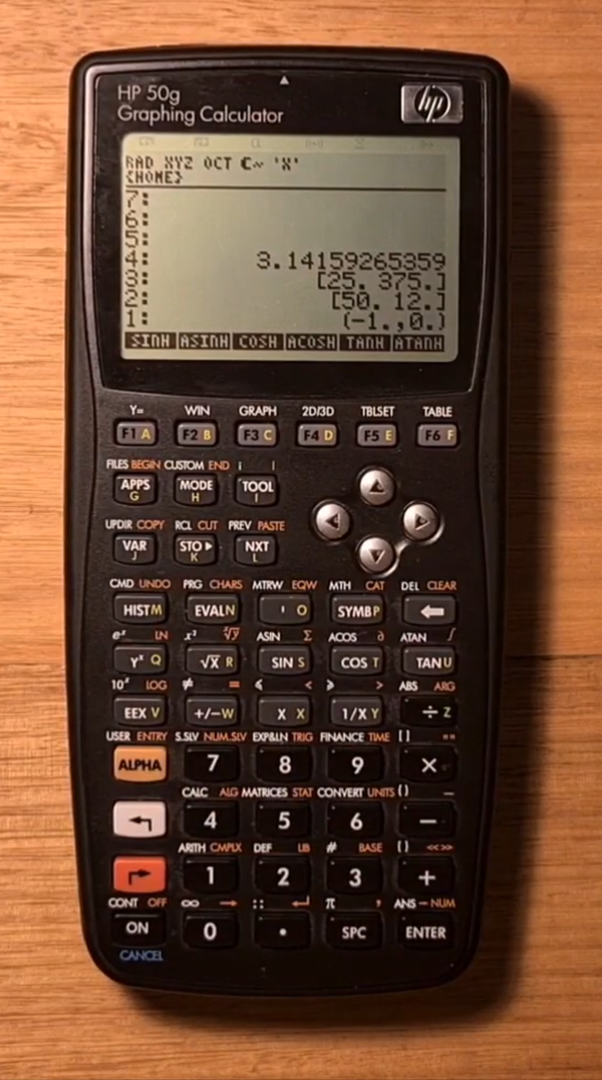

Une calculatrice scientifique est un type de calculatrice électronique possédant diverses possibilités d'applications scientifiques : fonctions trigonométriques usuelles, calcul de logarithmes ou, dans le cas des calculatrices graphiques, la capacité de tracer des graphiques.

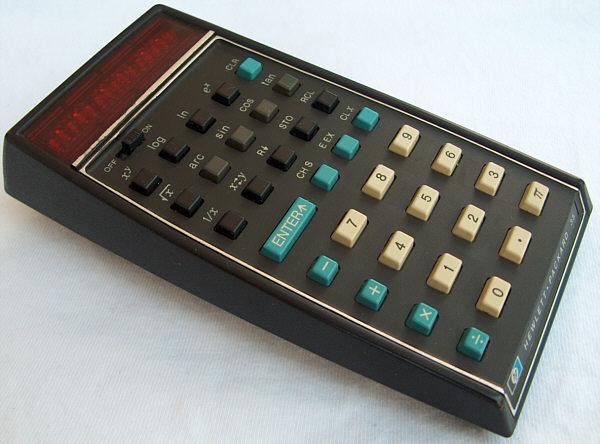
HP-35

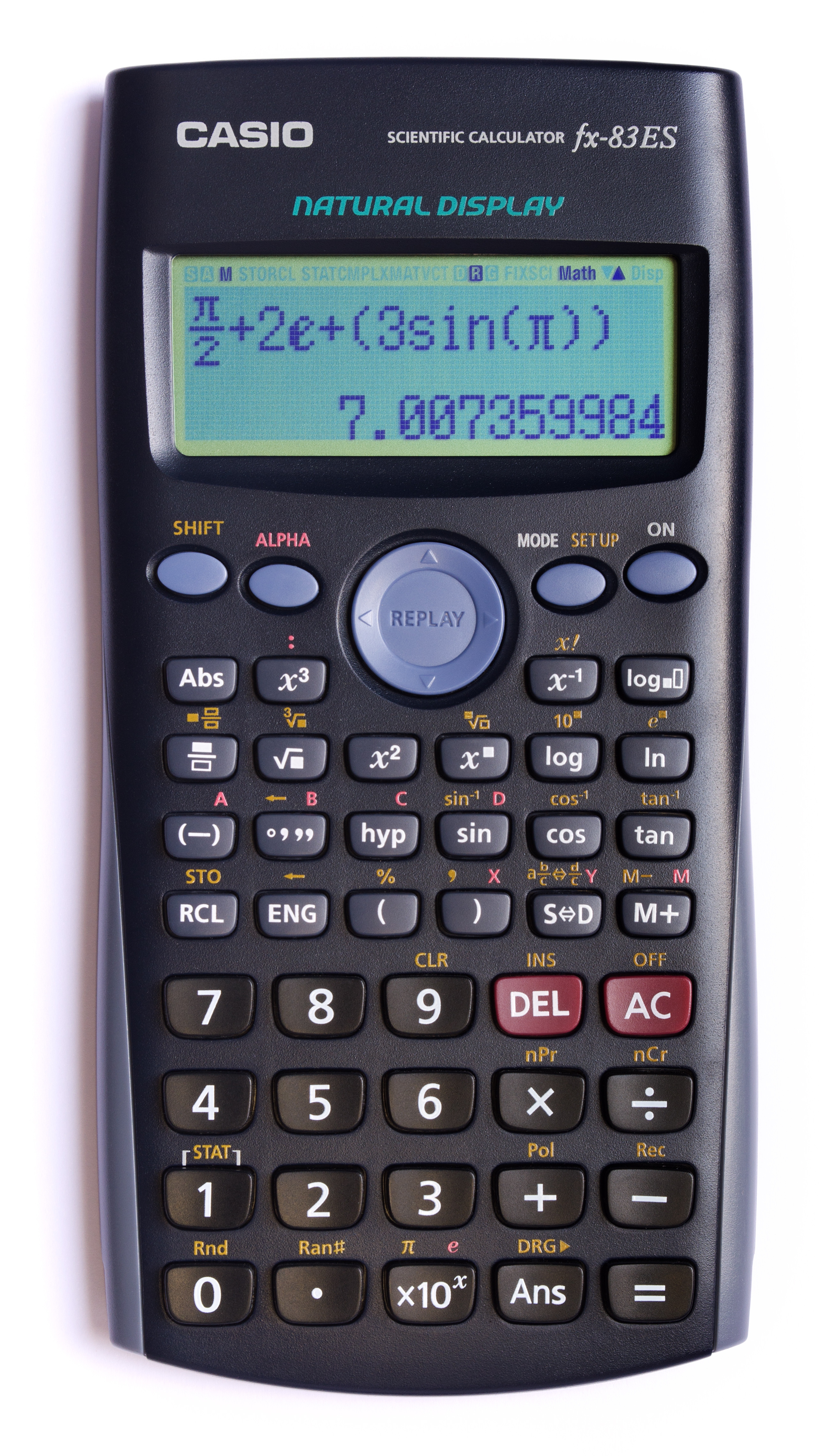
Une calculatrice scientifique plus récente de Casio. Ce modèle présente un «Natural Display» (affichage naturel) qui ressemble plus à un manuel.

## Différence entre calculatrice scientifique et programmable
La calculatrice scientifique ne doit pas être confondue avec la calculatrice programmable. Si les fonctions scientifiques peuvent être implémentées dans une calculatrice programmable, cette dernière, par sa capacité à recevoir via son langage de programmation des algorithmes plus ou moins complexes, et susceptibles de mettre en œuvre plusieurs calculs appliqués sur des données, est de la famille des ordinateurs.

## Histoire
Le 4 janvier 1972, Hewlett-Packard commercialise la HP-35, première calculatrice scientifique de poche, qui utilise la notation polonaise inverse.
À la fin des années 1970, l'une des calculatrices scientifiques les plus répandues en France était la TI-30, grâce à son excellent rapport qualité-prix. Cette machine connut d'ailleurs jusqu'au début des années 1990 une multitude de déclinaisons par la suite pour accompagner les tendances du design. Au début des années 1980 Texas Instruments commercialise l'ordinateur TI-99/4A.